# (22824) von Neumann
(22824) von Neumann (1999 RP38) – planetoida z grupy pasa głównego asteroid okrążająca Słońce w ciągu 3,57 lat w średniej odległości 2,33 j.a. Odkryta 12 września 1999 roku.